# سیارک ۶۱۴۰۴
سیارک ۶۱۴۰۴ (به انگلیسی: 61404 Ocenasek، نامگذاری:2000QM9) شصت و یک هزار و چهارصد و چهارمین سیارک کشف شده‌است که در ۲۶ اوت ۲۰۰۰ کشف شد.